# ФК Ушће Нови Београд
Фудбалски клуб Ушће је српски фудбалски клуб са Новог Београда. Тренутно се такмичи у Првој лиги Србије, другом такмичарском нивоу српског фудбала.

## Историја
Клуб је основан 1934. године у Степојевцу и тада се звао Вита Петровић. У периоду после Другог светског рата такмичио се под називом Посавина, па је преименован у 7. октобар, а затим се коначно усталило име Степојевац. Клуб је 2000. угашен, али је седам година касније обновљен под називом Степојевац 2007. Године 2011. договорена је спонзорска сарадња са локалним предузетником Мирославом Кузмановићем Батом и од тада је клуб носио назив Степојевац Вага.
Од сезоне 2021/22. клуб носи назив Ушће Нови Београд и игра своје утакмице на Стадиону ФК ИМТ. У Степојевцу је 2024. године основан нови фудбалски клуб — Степојевац 1934. Овај клуб је такмичење започео од Друге општинске лиге Лазаревца.
Највећи успех је клуб остварио у сезони 2024/25, када је освојио прво место у Српској лиги Београд и пласирао се у Прву лигу Србије.

## Новији резултати
| Сезона   | Ранг | Лига                | Позиција | ИГ | Д  | Н | П  | ГД | ГП | ГР  | Бод | Куп                  |
| -------- | ---- | ------------------- | -------- | -- | -- | - | -- | -- | -- | --- | --- | -------------------- |
| 2014/15. | 4    | Београдска зона     | 1.       | 28 | 20 | 5 | 3  | 65 | 16 | +49 | 65  | Није се квалификовао |
| 2015/16. | 3    | Српска лига Београд | 10.      | 30 | 11 | 5 | 14 | 34 | 47 | -13 | 38  | Није се квалификовао |
| 2016/17. | 3    | Српска лига Београд | 12.      | 30 | 12 | 6 | 12 | 42 | 45 | -3  | 42  | Није се квалификовао |
| 2017/18. | 3    | Српска лига Београд | 13.      | 30 | 6  | 8 | 16 | 32 | 70 | -38 | 26  | Није се квалификовао |
| 2018/19. | 3    | Српска лига Београд | 14.      | 30 | 4  | 8 | 18 | 28 | 82 | -54 | 20  | Није се квалификовао |
| 2019/20. | 3    | Српска лига Београд | 16.      | 17 | 3  | 5 | 9  | 17 | 33 | -16 | 14  | Није се квалификовао |
| 2020/21. | 3    | Српска лига Београд | 7.       | 38 | 18 | 6 | 14 | 55 | 54 | +1  | 60  | Није се квалификовао |
| 2021/22. | 3    | Српска лига Београд | 14.      | 30 | 7  | 9 | 14 | 27 | 34 | -7  | 30  | Није се квалификовао |
| 2022/23. | 3    | Српска лига Београд | 14.      | 30 | 9  | 8 | 13 | 26 | 37 | -11 | 35  | Није се квалификовао |
| 2023/24. | 3    | Српска лига Београд | 7.       | 30 | 11 | 7 | 12 | 43 | 37 | +6  | 40  | Није се квалификовао |
| 2024/25. | 3    | Српска лига Београд | 1.       | 26 | 18 | 8 | 0  | 51 | 8  | +43 | 62  | Није се квалификовао |
| 2025/26. | 2    | Прва лига Србије    | —        | —  | —  | — | —  | —  | —  | —   | —   | —                    |